# Janine Bardou
Pour les articles homonymes, voir Bardou.
Janine Bardou, née le 16 septembre 1927 à Nîmes (Gard) et morte le 29 décembre 2008 à Chanac (Lozère), est une femme politique française qui est présidente du conseil général de la Lozère puis sénatrice de ce même département, membre du parti républicain.

## Biographie
Née à Nîmes, elle s'installe à Chanac lorsque son mari rachète la pharmacie du village dans les années 1960. Elle a été élue conseillère générale du canton de Chanac en 1972 puis maire de Chanac de 1973 à 1995. Elle devient ensuite la troisième femme présidente d'un conseil général en France, celui de la Lozère de 1985 à 1994. Elle est élue par 18 voix contre 7 au candidat socialiste, Claude Lauriol.
En 1994, à la suite du décès accidentel de Joseph Caupert, elle devient sénatrice de la Lozère.
Elle se retire de la vie politique en 2001.